# Стабби Кэй
Стабби Кэй (англ. Stubby Kaye, при рождении Бернард Соломон Коцин — англ. Bernard Solomon Kotzin, 11 ноября 1918 — 14 декабря 1997) — американский актёр, комик и певец.

## Биография
Актёрскую карьеру начал с участия в водевилях. В годы Второй мировой воны состоял в USO, выступал на фронтах перед солдатами. После войны играл на Бродвее, где появился в популярном мюзикле «Парни и куколки», который был экранизирован в 1955 году с его же участием. В дальнейшем Кэй много работал на телевидении, снимался в сериалах, был ведущим различных телешоу. Свою последнюю роль исполнил в 1988 году в криминальной комедии «Кто подставил кролика Роджера». Актёр скончался от рака лёгких в 1997 году в возрасте 79 лет.

## Фильмография
- 1955 — Парни и куколки — Найсли Джонсон
- 1965 — Кэт Баллу — зазывала
- 1967 — Путь на Запад — Сэм Фейрман
- 1969 — Милая Чарити — Херман
- 1988 — Кто подставил кролика Роджера — Марвин Акме